# Adolf Schmal
Adolf Schmal (Dortmund, 18 d'agost de 1872 – Salzburg, 28 d'agost de 1919) va ser un ciclista i tirador d'esgrima austríac. Va prendre part en els Jocs Olímpics d'Atenes de 1896, on va participar en quatre modalitats de ciclisme i una d'esgrima.
Schmal va participar en les proves de velocitat (una volta a la pista), 10 km, 100 km i 12 hores. El seu millor resultat el va aconseguir a la cursa de 12 hores, durant la qual va recórrer 314,997 km, avantatjant en una volta el britànic Frank Keeping. A les proves de velocitat i 10 km va aconseguir la medalla de bronze. També fou un dels set ciclistes que no finalitzà la prova dels 100 km.
També va participar en la modalitat de sable de la competició d'esgrima dels Jocs Olímpics d'Atenes. Sols va poder guanyar un dels quatre enfrontaments, quedant relegat a la quarta plaça d'un total de cinc participants.
Schmal també va ser periodista, com el seu pare, i més tard escriuria amb el nom d'Adolf Schmal-Filius. El seu llibre més popular va ser escrit el 1904 anomenat "Ohne Chauffeur".

## Palmarès
- 1896
  - Campió olímpic de les 12 hores
  - Bronze olímpic de velocitat
  - Bronze olímpic de 10 km